# Kardynałowie z nominacji Pawła IV
Papież Paweł IV mianował 19 nowych kardynałów na czterech konsystorzach.

## 7 czerwca 1555
1. Carlo Carafa, bratanek papieża – kardynał diakon Ss. Vito e Modesto (tytuł nadany 23 sierpnia 1555), następnie kardynał diakon S. Nicola in Carcere (31 stycznia 1560); pozbawiony urzędu 3 marca 1561, stracony 4 marca 1561

## 20 grudnia 1555
1. Juan Martínez Silíceo, arcybiskup Toledo – kardynał prezbiter Ss. Nereo ed Achilleo (tytuł nadany 1 lutego 1556), zm. 31 maja 1557
2. Gianbernardino Scotti CRT, arcybiskup Trani – kardynał prezbiter S. Matteo in Merulana (tytuł nadany 13 stycznia 1556), zm. 11 grudnia 1568
3. Diomede Carafa, krewny papieża, biskup Ariano – kardynał prezbiter Ss. Silvestro e Martino (tytuł nadany 13 stycznia 1556), zm. 12 sierpnia 1560
4. Scipione Rebiba, biskup Motuli, gubernator Rzymu – kardynał prezbiter S. Pudenziana (tytuł nadany 24 stycznia 1556), następnie kardynał prezbiter S. Anastasia (7 lutego 1565), kardynał prezbiter S. Angelo in Pescheria (7 października 1566), kardynał prezbiter S. Maria in Trastevere (3 lipca 1570), kardynał biskup Albano (8 kwietnia 1573), kardynał biskup Sabiny (5 maja 1574), zm. 23 lipca 1577
5. Jean Suau, biskup Mirepoix – kardynał prezbiter S. Giovanni a Porta Latina (tytuł nadany 13 stycznia 1556), następnie kardynał prezbiter S. Prisca (26 kwietnia 1560), zm. 29 kwietnia 1566
6. Johann Gropper, dziekan kapituły w Kolonii – kardynał diakon S. Lucia in Silice (tytuł nadany 13 stycznia 1556), zm. 13 marca 1559
7. Gianantonio Capizucchi, audytor Roty Rzymskiej – kardynał prezbiter S. Pancrazio (tytuł nadany 13 stycznia 1556), następnie kardynał prezbiter S. Croce in Gerusalemme (6 lipca 1562), kardynał prezbiter S. Clemente (7 listopada 1565), zm. 28 stycznia 1569

## 15 marca 1557
1. Taddeo Gaddi, arcybiskup Cosenzy – kardynał prezbiter S. Silvestro in Capite (tytuł nadany 24 marca 1557), zm. 22 grudnia 1561
2. Antonio Trivulzio, biskup Toulon – kardynał prezbiter Ss. Giovanni e Paolo (tytuł nadany 11 października 1557), zm. 25 czerwca 1559
3. Lorenzo Strozzi, biskup Béziers – kardynał prezbiter S. Balbina (tytuł nadany 20 września 1557), zm. 14 grudnia 1571
4. Virgilio Rosario, biskup Ischia, wikariusz generalny Rzymu – kardynał prezbiter S. Simeone Profeta (tytuł nadany 24 marca 1557), zm. 22 maja 1559
5. Jean Bertrand, arcybiskup Sens – kardynał prezbiter Ss. Nereo ed Achilleo (tytuł nadany 9 sierpnia 1557), następnie kardynał prezbiter S. Prisca (16 stycznia 1560), kardynał prezbiter S. Crisogono (13 marca 1560), zm. 4 grudnia 1560
6. Michele Ghislieri OP, biskup Nepi, komisarz generalny Świętego Oficjum – kardynał prezbiter S. Maria sopra Minerva (tytuł nadany 24 marca 1557), następnie kardynał prezbiter S. Sabina (14 kwietnia 1561) i ponownie kardynał prezbiter S. Maria sopra Minerva (15 maja 1565); od 7 stycznia 1566 papież Pius V, zm. 1 maja 1572
7. Clemente d'Olera OFMObs, generał zakonu franciszkanów obserwantów – kardynał prezbiter S. Maria in Aracoeli (tytuł nadany 24 marca 1557), zm. 6 stycznia 1568
8. Alfonso Carafa, krewny papieża – kardynał diakon S. Nicola inter Imagines (tytuł nadany 24 marca 1557), następnie kardynał diakon S. Maria in Portico (16 grudnia 1558), kardynał diakon S. Maria in Domnica (6 marca 1559), kardynał diakon Ss. Giovanni e Paolo (26 kwietnia 1560), kardynał prezbiter Ss. Giovanni e Paolo (1 marca 1564), zm. 29 sierpnia 1565
9. Vitellozzo Vitelli, biskup elekt Città di Castello – kardynał diakon Ss. Sergio e Bacco (tytuł nadany 24 marca 1557), kardynał diakon S. Maria in Portico (6 marca 1559), kardynał diakon S. Maria in Via Lata (17 listopada 1564), zm. 19 listopada 1568
10. Giovanni Battista Consiglieri, protonotariusz apostolski, prezydent Kamery Apostolskiej – kardynał diakon S. Lucia in Septisolio (tytuł nadany 24 marca 1557), kardynał diakon S. Nicola in Carcere (16 grudnia 1558), zm. 25 sierpnia 1559

## 14 czerwca 1557
1. William Peto OFMObs, były biskup Salisbury – kardynał prezbiter bez tytułu, zm. 1558